# ماگنوس پترسن
ماگنوس پترسن (انگلیسی: Magnus Petersson؛ زادهٔ ۱۷ ژوئن ۱۹۷۵) کماندار اهل سوئد است.